# Maysville (Kentucky)
Maysville es una ciudad ubicada en el condado de Mason en el estado estadounidense de Kentucky. En el Censo de 2010 tenía una población de 9011 habitantes y una densidad poblacional de 162,9 personas por km².

## Geografía
Según la Oficina del Censo de los Estados Unidos, Maysville tiene una superficie total de 55.32 km², de la cual 49.16 km² corresponden a tierra firme y (11.14%) 6.16 km² es agua.

## Demografía
Según el censo de 2010, había 9011 personas residiendo en Maysville. La densidad de población era de 162,9 hab./km². De los 9011 habitantes, Maysville estaba compuesto por el 84.9% blancos, el 10.9% eran afroamericanos, el 0.24% eran amerindios, el 0.98% eran asiáticos, el 0% eran isleños del Pacífico, el 0.6% eran de otras razas y el 2.39% pertenecían a dos o más razas. Del total de la población el 1.4% eran hispanos o latinos de cualquier raza.

## Personas notables
- Nick Clooney (1934-), periodista y padre del actor George Clooney;